# (2416) Sharonov
(2416) Sharonov (1979 OF13; 1930 DA; 1931 KG; 1951 EE2; 1958 QA; 1969 VH; 1974 RR1; 1975 VQ5; 1977 DZ1; A916 PA) ist ein ungefähr 15 Kilometer großer Asteroid des äußeren Hauptgürtels, der am 31. Juli 1979 vom russischen (damals: Sowjetunion) Astronomen Nikolai Stepanowitsch Tschernych am Krim-Observatorium (Zweigstelle Nautschnyj) auf der Halbinsel Krim (IAU-Code 095) entdeckt wurde. Er gehört zur Eos-Familie, einer Gruppe von Asteroiden, die nach (221) Eos benannt ist.

## Benennung
(2416) Sharonov wurde nach dem sowjetischen Astronomen Wsewolod Wassiljewitsch Scharonow (1901–1964) benannt, der Professor an der Staatlichen Universität Sankt Petersburg und Direktor des Leningrad University Observatory (IAU-Code 584) war.